# Миура, Харума
Харума Миура (яп. 三浦春馬 Миура Харума,  5 апреля 1990, Цутиура, Ибараки — 18 июля 2020[…], Минато) — японский актёр и певец. Дебютировал в качестве актёра в телевизионной драме «Агри» (1997). Приобрёл популярность после того, как снялся в фильме «Коидзора» (2007), став обладателем 31-й премии Японской академии в номинации «Новичок года». В последующие годы Миура, в частности, снялся в третьем сезоне Gokusen (2008), «Кровавом понедельнике» (2008), «Наоко» (2008), «Дотянуться до тебя» (2010), «Последней Золушке» (2013), «Вечном „Нуле“» (2013), «Времени, когда я был» (2014), «Атаке титанов» (2015), «Гинтаме 2» (2018) и «Две недели» (2019). Он также снялся в роли Лолы в японской постановке Kinky Boots (2016), получив премию за лучшую мужскую роль и премию Харуко Сугимуры на 24-й театральной премии Ёмиури (Yomiuri Theater Awards). Помимо актёрской карьеры, Миура дебютировал как певец в 2019 году с синглом «Fight for Your Heart», за которым последовал «Night Diver» в 2020 году.

## Карьера

### 1997—2006: Ранняя актёрская карьера
В возрасте 7 лет Миура дебютировал в телесериале «Агри» (1997). Он был зачислен в филиал актёрской студии в Цукубе и одновременно был участником бойз-бэнда Brash Brats с двумя другими студентами. После того как студия закрылась, трое участников группы подписали контракт с Amuse Inc. Поскольку в 2005 году Brash Brats взяли бессрочный перерыв, Миура продолжил свою актёрскую карьеру. Ранние известные телевизионные проекты, в которых он появлялся, включают Ima, Ai ni Ikimasu, Unfair, Children,14-sai no Haha и Fight. Он также появился в фильмах «Лес — моя школа» и «Вглубь Акихабары». Его первой главной ролью была роль Тайё Сасаки в фильме 2006 года «Поймай волну».

### 2007—2010: Рост популярности
В 2007 году Миура снялся в фильме «Коидзора» в роли Хиро, а также в фильме «Негативное счастливое лезвие бензопилы». После выхода фильма «Коидзора» Миура стал обладателем 31-й премии Японской академии в номинации «Новичок года». В 2008 году он получил роль Рё Сираиси в «Бимбо Данси», Рэна Кадзама в третьем сезоне Gokusen и Фудзимару Такаги в экранизации манги Bloody Monday, а также участвовал в качестве гостя в специальном эпизоде «Галилео». Oricon поставила его на первое место в списке «самых многообещающих актёров 2009 года». Он также занял первое место в списке «интересных актёров» в обзоре, опубликованном журналом Ori-Star.
В феврале 2009 года Миура стал одним из семи лауреатов премии «Новичок года» на церемонии вручения наград Elan d’or Awards 2009. В апреле 2009 года он появился в фильме «Вороны: Продолжение» в роли Тацуи Бито. В сентябре 2009 года Миура получил роль Котаро Мотидзуки в «Семнадцатилетнем самурае», который позже был переименован в «Самурай из старшей школы». Это была его первая ведущая роль для Nippon Television.
В январе 2010 года Миура повторил свою роль во втором сезоне «Кровавого понедельника». В апреле 2010 года он получил роль Сёты Кадзэхаи в экранизации «Дотянуться до тебя», которая была выпущена 25 сентября 2010 года.

### 2011—2015: отечественный и международный успех
В мае 2011 года Миура сыграл Кэнсукэ Санаду в эпизоде «Янкэн» телевизионного мини-сериала «Странная история о тебе». В июне 2011 года Миура снялся в фильме «Токийский парк». 11 ноября 2011 года Миура и Сато выпустили вторую часть своего видеодневника под названием HT: Sekidō no Mashita de, Nabe no Tsutsuku, который был снят в Малайзии.
В 2012 году Миура сыграл одну из главных ролей в спектакле «Kaitō Seven». Затем он сыграл главную роль в 8-м эпизоде телесериала «Тайны» Кэйго Хигасино. С 2012 по 2013 год он участвовал в спектакле «Zipang Punk: Goemon Rock III» в качестве приглашенного исполнителя, сыграв Акэти Синкуро. В 2013 году Миура снялся в фильме «Последняя Золушка» в роли Хирото Саэки. В том же году Миура был задействован в мультфильме «Космический пират Харлок», озвучив Яму. Он также снялся в фильме «Вечный „Ноль“» в роли Кэнтаро Саэки и был номинирован на 38-ю премию Японской академии в качестве лучшего актёра второго плана.
В 2014 году Миура снялся в телесериалах «Время, когда я был» в роли Такуты Савады и «Убийство: Стандартный счет 70» в роли Кэйсукэ Мияхары. 18 апреля 2015 года он выпустил свою четвёртую фотокнигу, Fureru. Он также снялся в боевике «Пять минут до полуночи» японско-китайского совместного производства и выучил китайский язык для роли. В 2015 году Миура изобразил Вэла Ксавьера в японской постановке «Орфей спускается в ад». Он также сыграл Эрена Йегера в двухсерийной полнометражной экранизации «Атаки титанов», обе части выпущены в 2015 году.

### 2016–2020: Музыкальная карьера и последние работы
В 2016 году Миура снялся в телевизионной экранизации романа Кадзуо Исигуро «Не отпускай меня». Позже он получил роль Лолы в японской постановке «Kinky Boots». Его выступление было обласкано критиками, он получил награду за лучшую мужскую роль и премию Харуко Сугимуры на 24-й церемонии вручения театральной премии Ёмиури. Он получил роль Ии Наоторы в тайга дораме «Глава клана Наотора», которая транслировалась по HNK в 2017 году. В январе 2017 года Миура был одним из лауреатов 26-й премии Japan Jewelry Best Dresser Award. В сентябре 2017 года Миура снялся в сериале «Старшая школа для взрослых», а также появился в музыкальном клипе Ю Такахаси «Reportage» на музыкальную тему сериала.
В 2018 году Миура снялся в японском ремейке южнокорейского фильма 2011 года «Солнечные», сыграв Ватару Фудзии, а также в фильме «Банан посреди ночи: Моя история». Он был выбран на роль Сато в экранизации романа «Маленькая ночная серенада», который был выпущен в 2019 году и также показан на международном уровне под названием Little Night, Little Love. Также снялся в «Гинтаме 2» как Камотаро Ито. На телевидении Миура стал соведущим программы о путешествиях «Мир полон вещей, которые вы хотите, лучший список клиентов для путешествий» вместе с Juju. В осеннем сезоне 2018 года Yo ni mo Kimyō na Monogatari Миура снялся в эпизоде «Варп в завтра» в роли Минэо Кобаяси, а также в роли Макото Амэку в 1 эпизоде телевизионного мини-сериала «Турист». Он снялся в телесериале «Умирающий глаз» в роли Синсукэ Амэмуры.
В начале 2019 года Миура снялся в роли Джесси в фильме «Аферисты по-японски. Фильм», который вышел позже в том же году, снялся в японской постановке романа «Преступление и наказание» в роли Родиона Романовича Раскольникова. Он повторил свою роль Лолы в повторном показе японской постановки «Kinky Boots» в 2019 году. В апреле 2019 года Миура был выбран на роль Дайти Юки в сериале «Две недели», ставшей его первой  каёку (выходила во вторник в 21:00). В июне 2019 года Миура объявил, что выпускает свой дебютный сингл, «Fight for Your Heart», ставший музыкальной темой сериала «Две недели». Он был выпущен 7 августа 2019 года, занял 12-е место в Недельном чарте синглов Oricon и 34-е место в Billboard Japan Hot 100 в первую неделю после выпуска. За роль в сериале «Две недели» Миура получил награду Asia Star Award на Seoul International Drama Awards. В ноябре 2019 года он снялся в экранизации манги «Смелость: Ультрамариновые войны» в роли Мацудайры Мотоясу.
Миура повторил свою роль Джесси в картине «Аферисты по-японски: Принцесса». В марте 2020 года он получил роль Хироюки Исимуры в сериале «Дитя солнца», которая должна была выйти в эфир в августе 2020 года, и повторил свою роль в полнометражном продолжении сериала. В том же месяце он выпустил свою пятую фотокнигу Nihonsei в двух разных версиях, одна из которых включала документальную фотокнигу. Он сыграл роль Человека в японской постановке «Свистни по ветру», которая проходила с 7 марта по 23 апреля 2020 года. В свой 30-й день рождения 5 апреля 2020 года он сообщил в прямом эфире Instagram, что выпускает Night Diver в качестве своего второго сингла в начале третьего квартала 2020 года. Сингл содержит три песни из разных жанров, включая танцевальную песню и песню о любви. Он также заявил, что написал музыку и текст для «You & I», одного из треков на стороне «Б», и «Night Diver» должен был дебютировать на Music Station 24 июля 2020 года. Изначально Миура должен был провести свои первые концерты в четвертом квартале 2020 года, но они были отменены из-за пандемии COVID-19 и вместо этого планировалось, что они будут транслироваться в прямом эфире. Он снялся в сериале Love Will Begin When Money End, которая транслировалась в сентябре 2020 года, а также в мюзикле «Иллюзионист», который должен был выйти в декабре 2020 года.

## Личная жизнь
Миура учился в старшей школе Хорикоси, которую окончил в 2009 году. С сентября 2016 года по ноябрь 2017 года Миура встречался с танцовщицей и хореографом Кохару Сугаварой. С 2016 по 2020 год Миура участвовал в благотворительной акции Act Against Aids. В 2017 году он некоторое время учился в Лондоне.

## Смерть
18 июля 2020 года в 13:35 (по японскому времени) Миура был обнаружен без сознания после того, как повесился в гардеробе своего дома в Минато, Токио. Тело было обнаружено его менеджером, который приехал забрать его на работу, так как актёр не отвечал на сообщения, телефонные звонки и звуки дверного звонка. Его срочно доставили в больницу, где в 14:10 была констатирована смерть в возрасте 30 лет. Полиция считает, что Миура покончил жизнь самоубийством, так как в его комнате была обнаружена предсмертная записка. Записка, написанная в блокноте Миуры, не была датирована, но он выражал тревогу и мысли о смерти. Друзья Миуры заявили, что перед смертью у него не было признаков суицидальных наклонностей. СМИ связали случившееся с кибербуллингом и хейтом в социальных сетях, но друзья и коллеги Миуры частично или полностью опровергли эти утверждения.
20 июля 2020 NHK сообщила, что похороны Миуры уже состоялись. В то время как фанаты почтили память Миуры, оставив цветы за пределами его кондоминиума, его агентство Amuse Inc., объявило, что создаст для фанатов возможность отдать дань уважения актёру, принимая во внимание пандемию COVID-19. После того, как на официальном веб-сайте «Мир полон вещей, которые вы хотите, лучший список клиентов для путешествий», программы о путешествиях, которую Миура вёл с момента ее первой трансляции в 2018 году, было опубликовано заявление с выражением соболезнований Миуре, что привело многих пользователей в Twitter твитить сообщения, адресованные ему, используя хэштег "#SekaiWaHoshiiMonoNiAfureteru" (яп. #世界はほしいモノにあふれてる).
Второй сингл Миуры, Night Diver, был выпущен посмертно 24 июля 2020 года с предварительным выпуском в цифровом виде 25 июля 2020 г. «Дитя солнца» и «Иллюзионист», два предстоящих проекта, в которых снялся Миура, были отложены. Дебютный сингл Миуры, «Fight for Your Heart», снова вошел в музыкальные чарты, заняв 7-е место в ежедневном рейтинге синглов Oricon.

## Фильмография

### Фильм
| Год  | Название                                                     | Роль               | Примечания                    | Ссылка          |
| ---- | ------------------------------------------------------------ | ------------------ | ----------------------------- | --------------- |
| 1999 | «Нил»                                                        | Уми Нисияма        |                               | [ 103 ]         |
| 1999 | «Очарованный»                                                | Коити Китано       |                               | [ 104 ]         |
| 2001 | «Тысячелетняя любовь: Повесть о блистательном принце Гэндзи» | То-но Тюдзё (юный) |                               | [ 105 ]         |
| 2002 | «Школа в лесу»                                               | Масао Каваи        |                               | [ 106 ]         |
| 2006 | «Лови волну»                                                 | Тайё Сасаки        | Главная роль                  | [ 107 ] [ 108 ] |
| 2006 | «Акихабара@DEEP»                                             | Идзуму             |                               | [ 109 ]         |
| 2007 | «Коидзора»                                                   | Хироки Сакураи     |                               | [ 110 ]         |
| 2007 | «Счастья нет, но есть пила»                                  | Ното               |                               | [ 111 ]         |
| 2008 | «Наоко»                                                      | Юсукэ Ики          |                               | [ 86 ]          |
| 2009 | «Вороны: Продолжение»                                        | Тацуя Бито         |                               | [ 112 ] [ 113 ] |
| 2009 | «Gokusen: Фильм»                                             | Рэн Кадзама        |                               | [ 114 ] [ 115 ] |
| 2010 | «Дотянуться до тебя»                                         | Сёта Кадзэхая      | Главная роль                  | [ 116 ] [ 117 ] |
| 2011 | «Токийский парк»                                             | Кодзи Сида         | Главная роль                  | [ 118 ] [ 119 ] |
| 2013 | «Космический пират Харлок»                                   | Яма                | Главная роль; голос           | [ 120 ]         |
| 2013 | «Вечный „Ноль“»                                              | Кэнтаро Саэки      |                               | [ 121 ]         |
| 2014 | «Пять минут до полуночи»                                     | Рё                 | Главная роль                  | [ 122 ] [ 123 ] |
| 2015 | «Атака титанов»                                              | Эрен Йегер         | Главная роль                  | [ 124 ] [ 125 ] |
| 2015 | «Атака титанов: Конец света»                                 | Эрен Йегер         | Главная роль                  | [ 126 ]         |
| 2018 | «Солнечные: Сильный разум, сильная любовь»                   | Ватару Фудзии      |                               | [ 51 ]          |
| 2018 | «Банан посреди ночи: Моя история»                            | Хисахи Танака      |                               | [ 52 ] [ 127 ]  |
| 2018 | «Гинтама 2»                                                  | Камотаро Ито       |                               | [ 128 ]         |
| 2019 | «Аферисты по-японски. Фильм»                                 | Джесси             |                               | [ 57 ]          |
| 2019 | «Маленькая ночная серенада»                                  | Сато               | Главная роль                  | [ 129 ]         |
| 2020 | «Аферисты по-японски: Принцесса»                             | Джесси             | Вышел посмертно               | [ 66 ] [ 92 ]   |
| 2020 | «Человек с неба»                                             | Годай Томоацу      | Главная роль; вышел посмертно | [ 130 ]         |
| 2021 | «Смелость: Ультрамариновые войны»                            | Мацудайра Мотоясу  | Вышел посмертно               | [ 65 ]          |
| 2021 | «Дар огня»                                                   | Хироюки Исимура    | Главная роль; вышел посмертно | [ 68 ]          |

### Телесериалы
| Год  | Название                                                                     | Роль                  | Телеканал                                 | Примечания                                       | Ссылка                  |
| ---- | ---------------------------------------------------------------------------- | --------------------- | ----------------------------------------- | ------------------------------------------------ | ----------------------- |
| 1997 | «Агри»                                                                       | Сётаро                | NHK                                       | Асадора                                          | [ 45 ]                  |
| 2000 | «Рождество в разгаре лета»                                                   | Рё Киносита (ребёнок) | TBS                                       |                                                  | [ 131 ]                 |
| 2001 | Fujisawa Shuhei no Ninjū Shigure Machi 3: Jidaigeki Roman                    | Тёта                  | NHK                                       |                                                  | [ 132 ]                 |
| 2003 | «Мусаси»                                                                     | Дзётаро               | NHK                                       | Тайга дорама                                     | [ 103 ]                 |
| 2005 | Division 1 Aozora Koi Hoshi                                                  | Кэйта Исикава         | Fuji TV                                   | 11 эпизод                                        |                         |
| 2005 | «Борьба»                                                                     | Киёси Окабэ           | NHK                                       | Асадора                                          | [ 133 ]                 |
| 2005 | «Быть с вами»                                                                | Акихиро Кудо          | TBS                                       |                                                  | [ 107 ]                 |
| 2006 | «Несправедливость»                                                           | Ютака Саито           | Fuji TV                                   |                                                  | [ 107 ]                 |
| 2006 | «Великий путь»                                                               | Сёнан Сёкэ            | NHK                                       | Тайга драма                                      | [ 134 ]                 |
| 2006 | «Дети»                                                                       | Сиро Кихара           | WOWOW                                     |                                                  | [ 107 ]                 |
| 2006 | «14-ти летняя мама»                                                          | Сатоси Кирино         | NTV                                       |                                                  | [ 108 ] [ 135 ] [ 136 ] |
| 2008 | «Бедный парень»                                                              | Рё Сираиси            | NTV                                       |                                                  | [ 137 ] [ 138 ]         |
| 2008 | «Гокусэн»                                                                    | Рэн Кадзама           | NTV                                       | 3 сезон                                          | [ 139 ]                 |
| 2008 | «Галилео»                                                                    | Манабу Юкава (юный)   | Fuji TV                                   | Специальный эпизод                               | [ 140 ]                 |
| 2008 | «Кровавый понедельник»                                                       | Фудзимару Такаги      | TBS                                       | Главная роль                                     | [ 141 ] [ 142 ]         |
| 2009 | «Самурай из старшей школы»                                                   | Котаро Мотидзуки      | NTV                                       | Главная роль                                     | [ 143 ] [ 144 ] [ 145 ] |
| 2010 | «Кровавый понедельник 2: Жареный шашлык отчаяния»                            | Фудзимару Такаги      | TBS                                       | Главная роль                                     | [ 146 ] [ 147 ]         |
| 2011 | «Время моей жизни»                                                           | Сюдзи Касиваги        | Fuji TV                                   | Главная роль                                     | [ 148 ] [ 149 ]         |
| 2011 | «Самые странные истории на свете»                                            | Кэнсукэ Санада        | Fuji TV                                   | весенний сезон; эпизод «Камень, ножницы, бумага» | [ 54 ]                  |
| 2011 | «Последний ужин: Детектив Кадзуюки Тоно и семь подозреваемых»                | Эйдзи Мията           | TV Asahi                                  | Камео                                            | [ 150 ]                 |
| 2011 | «И снова засияет солнце»                                                     | Эйдзи Мията           | TV Asahi                                  |                                                  | [ 151 ] [ 152 ]         |
| 2012 | «Таинственные истории Кэйго Хигасино»                                        | Рё Накаока            | Fuji TV                                   | Главная роль; 8 эпизод                           | [ 153 ]                 |
| 2013 | «Последняя Золушка»                                                          | Хирото Саэки          | Fuji TV                                   | Главная роль                                     | [ 154 ] [ 155 ]         |
| 2014 | «Время, когда я был»                                                         | Такуто Савада         | Fuji TV                                   | Главная роль                                     | [ 156 ]                 |
| 2014 | «Убийство: Стандартный счет 70»                                              | Кэйсукэ Мияхара       | NTV                                       | Главная роль                                     | [ 157 ]                 |
| 2016 | «Не отпускай меня»                                                           | Томохико Дои          | TBS                                       |                                                  | [ 44 ]                  |
| 2017 | «Глава клана Наотора»                                                        | Ии Наотора            | NHK                                       | Тайга драма                                      | [ 48 ] [ 158 ]          |
| 2017 | «Старшая школа для взрослых»                                                 | Эйто Аракава          | TV Asahi                                  | Главная роль                                     | [ 49 ]                  |
| 2018 | «Мир полон вещей, которые вы хотите, лучший список клиентов для путешествий» | Самого себя           | NHK                                       | Соведущий                                        | [ 53 ]                  |
| 2018 | «Самые удивительные истории на свете»                                        | Минэо Кобаяси         | Fuji TV                                   | осенний сезон; эпизод «Варп в завтра»            | [ 54 ]                  |
| 2018 | «Турист»                                                                     | Макото Амэку          | TBS (эп 1), TV Tokyo (эп 2), Wowow (эп 3) | Главная роль                                     | [ 55 ] [ 159 ]          |
| 2018 | «Умирающий глаз»                                                             | Синсукэ Амэмура       | WOWOW                                     | Главная роль                                     | [ 56 ]                  |
| 2019 | «Две недели»                                                                 | Дайти Юки             | Fuji TV                                   | Главная роль                                     | [ 160 ]                 |
| 2020 | «Дар огня»                                                                   | Хироюки Исимура       | NHK                                       | Главная роль; вышел посмертно                    | [ 67 ] [ 161 ]          |
| 2020 | «Любовь начнется, когда закончатся деньги»                                   | Кэйта Саруватари      | TBS                                       | Главная роль; вышел посмертно                    | [ 74 ] [ 162 ]          |

## Дискография

### Синглы
| Название                                                                              | Год  | Пиковые позиции в чартах | Пиковые позиции в чартах | Продажи                                                              | Альбом      |
| Название                                                                              | Год  | JPN                      | JPN Hot                  | Продажи                                                              | Альбом      |
| ------------------------------------------------------------------------------------- | ---- | ------------------------ | ------------------------ | -------------------------------------------------------------------- | ----------- |
| «Fight for Your Heart»                                                                | 2019 | 6                        | 4                        | - JPN: 55 332 (физических) - JPN: 1 854 (загруженных и стриминговых) | Вне альбома |
| Night Diver                                                                           | 2020 | 2                        | 2                        | - JPN: 35 898 (загруженных) - JPN: 224 974 (физических)              | Вне альбома |
| "—" обозначает релизы, которые не попали в чарты или не были выпущены в этом регионе. |      |                          |                          |                                                                      |             |

## Публикации

### Фотокниги
| Год  | Название                                           | Издатель              | ISBN                                                                                             |
| ---- | -------------------------------------------------- | --------------------- | ------------------------------------------------------------------------------------------------ |
| 2007 | Tabun. (яп. たぶん。 Табун, «Наверное»)            | Wani Books            | ISBN 978-4-8470-4051-1                                                                           |
| 2008 | Letters                                            | Shufu to Seikatsu-sha | ISBN 978-4-3911-3695-1                                                                           |
| 2010 | Switch                                             | Magazine House        | ISBN 978-4-8387-2042-2                                                                           |
| 2015 | Fureru (яп. ふれる Фурэру)                         | Magazine House        | ISBN 978-4-8387-2667-7                                                                           |
| 2020 | Nihonsei (яп. 日本製 Нихонсэй, «Сделано в Японии») | Wani Books            | - ISBN 978-4-8470-8281-8 (обычная версия) - ISBN 978-4-8470-8280-1 (с документальной фотокнигой) |

## Награды
| Год  | Премия                                       | Категория                               | Номинируемая работа                       | Результат | Ссылка          |
| ---- | -------------------------------------------- | --------------------------------------- | ----------------------------------------- | --------- | --------------- |
| 2008 | 31-я Премия Японской киноакадемии            | Новичок года                            | «Коидзора»                                | Победа    | [ 170 ]         |
| 2009 | 2009 Elan d'or Awards                        | Новичок года                            |                                           | Победа    | [ 171 ]         |
| 2009 | 63-я Кинопремия «Майнити»                    | Премия «Новый талант» Гран-при Sponichi | «Наоко»                                   | Победа    | [ 172 ] [ 173 ] |
| 2014 | 51-я Galaxy Award                            | Индивидуальная награда                  | «Последняя Золушка», «Время, когда я был» | Победа    | [ 174 ] [ 175 ] |
| 2015 | 38-я Премия Японской киноакадемии            | Лучший актёр второго плана              | «Вечный „Ноль“»                           | Номинация | [ 107 ]         |
| 2017 | 28-я Japan Jewelry Best Dresser Award        | н/д                                     |                                           | Победа    | [ 176 ]         |
| 2017 | 24-я театральная премия Ёмиури               | Премия за лучшую мужскую роль           | «Kinky Boots»                             | Победа    | [ 46 ]          |
| 2017 | 24-я театральная премия Ёмиури               | Премия Харуко Сугимуры                  | «Kinky Boots»                             | Победа    | [ 46 ] [ 47 ]   |
| 2019 | Сеульская международная драматическая премия | Премия «Звезда Азии»                    | «Две недели»                              | Победа    | [ 64 ] [ 177 ]  |